# ミラン・ボージャン
- ミラン・ボージャン[1]
- ミラン・ボリャン[2]
- ミラン・ボルヤン[3]

ミラン・ボージャン（セルビア語: Милан Борјан, セルビア・クロアチア語: Milan Borjan、1987年10月23日 - ）は、ユーゴスラビア・クニン出身のプロサッカー選手。カナダ代表。ポジションはゴールキーパー。

## 経歴
1987年にクライナ・セルビア人共和国のクニンでセルビア人の両親のもとに生まれ、1995年にユーゴスラビア紛争によるクロアチアの嵐作戦から逃れるためベオグラードに移住、さらに2000年には難民としてカナダに渡った。
2010年11月にカナダ代表を選択し、2011年2月にギリシャ代表との親善試合でデビュー、2022年11月にはFIFAワールドカップに出場した。

## 代表歴

### 出場大会
- カナダ代表
  - 2022 FIFAワールドカップ

### 試合数
- 国際Aマッチ 81試合 0得点（2011年-2023年）[9]

| カナダ代表 | 国際Aマッチ | 国際Aマッチ |
| 年         | 出場        | 得点        |
| ---------- | ----------- | ----------- |
| 2011       | 5           | 0           |
| 2012       | 4           | 0           |
| 2013       | 7           | 0           |
| 2014       | 5           | 0           |
| 2015       | 6           | 0           |
| 2016       | 5           | 0           |
| 2017       | 5           | 0           |
| 2018       | 3           | 0           |
| 2019       | 10          | 0           |
| 2020       | 0           | 0           |
| 2021       | 9           | 0           |
| 2022       | 13          | 0           |
| 2023       | 9           | 0           |
| 通算       | 81          | 0           |

## タイトル

### ルドゴレツ・ラズグラド
- ブルガリアプロサッカーリーグ：2014-15, 2015-16

### レッドスター・ベオグラード
- セルビア・スーペルリーガ：2017-18, 2018-19, 2019-20, 2020-21
- セルビア・カップ：2020-21